# Saitis marcusi
Saitis marcusi is een spinnensoort uit de familie van de springspinnen (Salticidae).
De wetenschappelijke naam van de soort werd in 1948 gepubliceerd door Benedicto Abílio Monteiro Soares en Hélio Ferraz de Almeida Camargo.